# Úlice
Úlice település Csehországban, a Észak-plzeňi járásban. Úlice Kbelany, Nýřany, Líšťany, Újezd nade Mží, Pňovany és Plešnice településekkel határos. Lakosainak száma 452 fő (2024. január 1.).

## Népesség
A település lakosságának változását az alábbi diagram mutatja:
| Lakosok száma | 819  | 844  | 804  | 594  | 448  | 406  | 504  | 495  | 438  | 452  |
|               | 1869 | 1890 | 1921 | 1950 | 1980 | 2001 | 2017 | 2019 | 2022 | 2024 |